# Майнцская обсерватория
Майнцская обсерватория (нем. Die Paul Baumann-Sternwarte) - любительская астрономическая обсерватория, основанная в 1984 году в пригороде Майнца, Германия. Является загородной обсерваторией Астрономической Ассоциации района Майнц которая базируется в Майнцской народной обсерватории. Обсерватория носит имя основателя Астрономической Ассоциации района Майнц Paul Baumann.

## История обсерватории
Майнцская народная обсерватория (нем. Volkssternwarte Mainz) - общественная астрономическая обсерватория, основанная в 1962 году в центре города Майнц, Германия любителем астрономии Paul Baumann. Обсерватория принадлежит народному университету Майнца. Расположена обсерватория в 45 метровой башне школы им. Анны Франк. Обсерватория управляется местной любительской астрономической ассоциацией. В создании обсерватории участвовал de:Hans Ehrenberg (Physiker). В обсерватории проводят наблюдения-экскурсии и лекции по астрономии. Есть самодельный мини-планетарий. У Астрономической Ассоциации района Майнц есть своя загородная наблюдательная станция, которая в середине 1980-х годов получила в результате наблюдений комет и публикации в IAUC код Центра малых планет за номером «90».

## Инструменты обсерватории
- 15-см рефрактор (D=150mm, F=3000mm) - в Народной обсерватории установлен в центре города Майнц
- 8-см рефрактор (D=80mm, F=910mm) - в Народной обсерватории установлен в центре города Майнц
- de:Protuberanzenansatz - используется для наблюдений Солнца, установлен в Народной обсерватории в центре города Майнц
- 0.2-м Шмидт-Кассегрен - использовался на загородной обсерватории Астрономической Ассоциации района Майнц в середине 1980-х годов
- 0.3-м Шмидт-Кассегрен (D=300mm, F=3000mm) - сейчас установлен на загородной обсерватории Астрономической Ассоциации района Майнц

## Направления исследований
- Кометы
- Переменные звезды

## Известные сотрудники
Наблюдатели фигурирующие в сообщениях IAUC:
- W. Landgraf
- R. Riemann

## Адрес обсерватории
- Народная обсерватория в центре города Майнц: Volkssternwarte Mainz, Mitternacht, 55116 Mainz - 50°00′14″ с. ш. 08°16′15″ в. д.HGЯO
- По базе данных Центра малых планет координаты обсерватории: 49°56′35″ с. ш. 08°15′00″ в. д.HGЯO, высота над уровнем моря 1852.9 м
- Загородная обсерватория «Die Paul Baumann-Sternwarte», созданная в 1984-м году: 49°56′46″ с. ш. 08°13′33″ в. д.HGЯO, высота над уровнем моря 202 м - она и является обсерваторией с кодом «90».

## Интересные факты
- В честь Paul Baumann, являющегося учредителем астрономической ассоциации (в 1961 году) и народной обсерватории в центре города Майнц (в 1962 году), назван астероид en:(3683) Baumann.